# Dasypogon fabricii
Dasypogon fabricii är en tvåvingeart som beskrevs av Christian Rudolph Wilhelm Wiedemann 1820. Dasypogon fabricii ingår i släktet Dasypogon och familjen rovflugor. Inga underarter finns listade i Catalogue of Life.